# Tympanogaster ovipennis
Tympanogaster ovipennis är en skalbaggsart som beskrevs av Perkins 2006. Tympanogaster ovipennis ingår i släktet Tympanogaster och familjen vattenbrynsbaggar. Inga underarter finns listade i Catalogue of Life.